# Wesmaelia petiolata
Wesmaelia petiolata är en stekelart som först beskrevs av Thomas Vernon Wollaston 1858.  Wesmaelia petiolata ingår i släktet Wesmaelia och familjen bracksteklar. Inga underarter finns listade i Catalogue of Life.